# رشاش (مسلسل)
مسلسل رشاش مسلسل سعودي من تأليف توني جوردن، كتب العمل دراميًا الشيخة سهى آل خليفة، وريتشارد بيلامي، وإخراج كولِن تيغ، يتناول العمل قصة رشاش العتيبي في سلسلة مكونة من 8 حلقات باللغة العربية ومُترجمة إلى الإنجليزية، وعُرض على «شاهد في آي بي» بمُعدل حلقة واحدة كل أسبوع مدتُها نحو ساعة، وذلك بدءً من 9 يوليو 2021.

## طاقم التمثيل
- يعقوب الفرحان
- آلاء شاكر
- محمد الحجي
- فايز بن جريس
- حكيم جمعة
- عبد الله البراق
- إبراهيم الحجاج
- أيمن مطهر
- خالد يسلم (ممثل)
- سمية رضا
- عزيز غرباوي
- يوسف بولص
- نايف الظفيري
- أحمد السعيد
- فيصل الدوخي
- حمادة سميسم
- عبد العزيز عادل الخميس
- حسن عسيري
- سعيد صالح

## الحلقات
| ر. الإجمالي | العنوان    | مدة الحلقة | تاريخ العرض الأصلي |
| --- | ---------- | ---------- | ------------------ |
| 1 | «الحلقة 1» | 54         | 1 يوليو 2021       |
| يوقف الضابط فهد عن العمل الميداني بسبب اعتراضه على قرار رئيسه. عندما يمسك الرقيب رشاش بعسكريين خلال قيامهما بأعمال غير قانونية، يقرر التصرف.                                                                                |            |            |                    |
| 2 | «الحلقة 2» | 52         | 1 يوليو 2021       |
| تصور الحلقة الثانية الأحداث التالية لفرار رشاش وزملائه من مركز عملهم ضمن قوات الحرس الوطني السعودي، لتبدأ الشرطة عمليات المطاردة التحريات للإمساك بهم، كما تصور الحلقة العرض الذي يتلقاه أصدقاء رشاش.                       |            |            |                    |
| 3 | «الحلقة 3» | 53         | 9 يوليو 2021       |
| خلال أحداث هذه الحلقة يبذل الضابط فهد جهده، في محاولةٍ منه لإثبات أن رشاش الشيباني العتيبي هو عنصر مجهول الهوية بين أعضاء العصابة الإجرامية الفارة من وجه العدالة، أما طارق، فلا يزال بانتظار موعده المعهود مع القدر الغائب. |            |            |                    |
| 4 | «الحلقة 4» | 47         | 16 يوليو 2021      |
| يكشف شهود عيان عن هوية قائد العصابة. يحاول فهد تحديد النمط الذي يتبعه أفراد العصابة في تنفيذ العمليات، ولاحقا، تنصب الشرطة كمينا لهم.                                                                                       |            |            |                    |
| 5 | «الحلقة 5» | 54         | 24 يوليو 2021      |
| يتعاون كل من فهد وعزام لكشف هوية المخبر في الشرطة الذي يعمل لصالح رشاش، ولاحقا، تنصب قوى الشرطة كمينا للعصابة. |            |            |                    |
| 6 | «الحلقة 6» | 50         | 31 يوليو 2021      |
| يختبئ مهل وسلطان في فندق، ولكن يشتبكان لاحقًا مع الشرطة ويُقتلان، كما يُقتل مصلح في مطاردة بالجبال، ويُصاب قحص الذي بعد أن تنفد ذخيرته ينتحر بالرصاصة الأخيرة. يطلب فهد من عائلة رشاش أمرا ما.                                  |            |            |                    |
| 7 | «الحلقة 7» | 55         | 6 أغسطس 2021       |
| عُمر يموت مُتأثرًا بإصابته خلال الاشتباك مع الشرطة؛ رشاش يهرب إلى اليمن؛ فهد يُرزق بطفل يُسميه غالب؛ يلحق فهد برشاش إلى اليمن وتحصل بينهما مُشاجرة.                                                                               |            |            |                    |
| 8 | «الحلقة 8» | 56         | 13 أغسطس 2021      |
| القبض على رشاش وتنفيذ حكم القصاص فيه. |            |            |                    |

## وصلات خارجية
- مسلسل رشاش على موقع IMDb (الإنجليزية)
- مسلسل رشاش على موقع قاعدة بيانات الأفلام العربية
- مسلسل رشاش على موقع كينوبويسك (الروسية)
- مسلسل رشاش على موقع قاعدة بيانات الفيلم (الإنجليزية)